# La Frontera (Santa Cruz de Tenerife)
La Frontera is een gemeente in de Spaanse provincie Santa Cruz de Tenerife in de regio Canarische Eilanden met een oppervlakte van 81 km². La Frontera telt 3.959 inwoners (1 januari 2016). De gemeente ligt op het eiland El Hierro.

## Geschiedenis
Op 15 september 2007 werd de gemeente El Pinar de El Hierro afgesplitst van de gemeente La Frontera.
El Pinar de El Hierro · La Frontera · Valverde